# Улица Админю
Улица А́дминю (латыш. Ādmiņu iela) — улица в Латгальском предместье города Риги, в историческом районе Авоты. Пролегает по ломаной линии, преимущественно в северо-восточном направлении, от улицы Гертрудес до улицы Стабу; с другими улицами не пересекается. Общая длина улицы Админю составляет 248 метров.
На всём протяжении асфальтирована, разрешено движение в обоих направлениях. Общественный транспорт по улице не курсирует.

## История
В 1810 году в адресной книге города Риги упоминается Кожевенная улица (нем. Gerberstrasse, латыш. Ādģēru iela), однако это, возможно, была другая улица с похожим названием, исчезнувшая после пожара 1812 года, поскольку застройка района нынешней улицы Админю началась только в середине XIX века. С 1867 года упоминается как Угловая улица (нем. Winkelstrasse, латыш. Kaktu iela), что связано с её ломаной формой. На плане 1876 года и позднее упоминается как Кожевенная улица (нем. Gerberstrasse), в честь кожевников, населявших улицу. С 1921 года установилось нынешнее латышское название, которое более не изменялось.

## Застройка
Застройка улицы Админю в целом сохранилась с начала XX века.
- В доме № 1 в 1920-1930-х годах жил художник Ансис Цирулис[2].
- Дома № 3 и 3А — доходные дома (1905, архитектор Я. Алкснис и 1897, архитектор Р. Донберг). В 1931 году надстроены мансардным этажом (архитектор Э. Грамц).
- Дом № 4 до настоящего времени представляет собой производственную территорию[5]. До начала XX века здесь работали крахмальная, бумажная и картонная фабрики М. Г. Киммеля[6], в 1920-е годы — химическая фабрика «М. Киммель». С 1924 по 2007 год здесь располагалось АО «Электра», занимавшееся обработкой меха и производством кожгалантереи[2][5].
- Дом № 5 — деревянные жилые дома А. Плата и его наследников (1872, архитектор Гуго Виль).
- Дом № 8 — бывший доходный дом школьного учителя Эрнста Микельсона (1897).

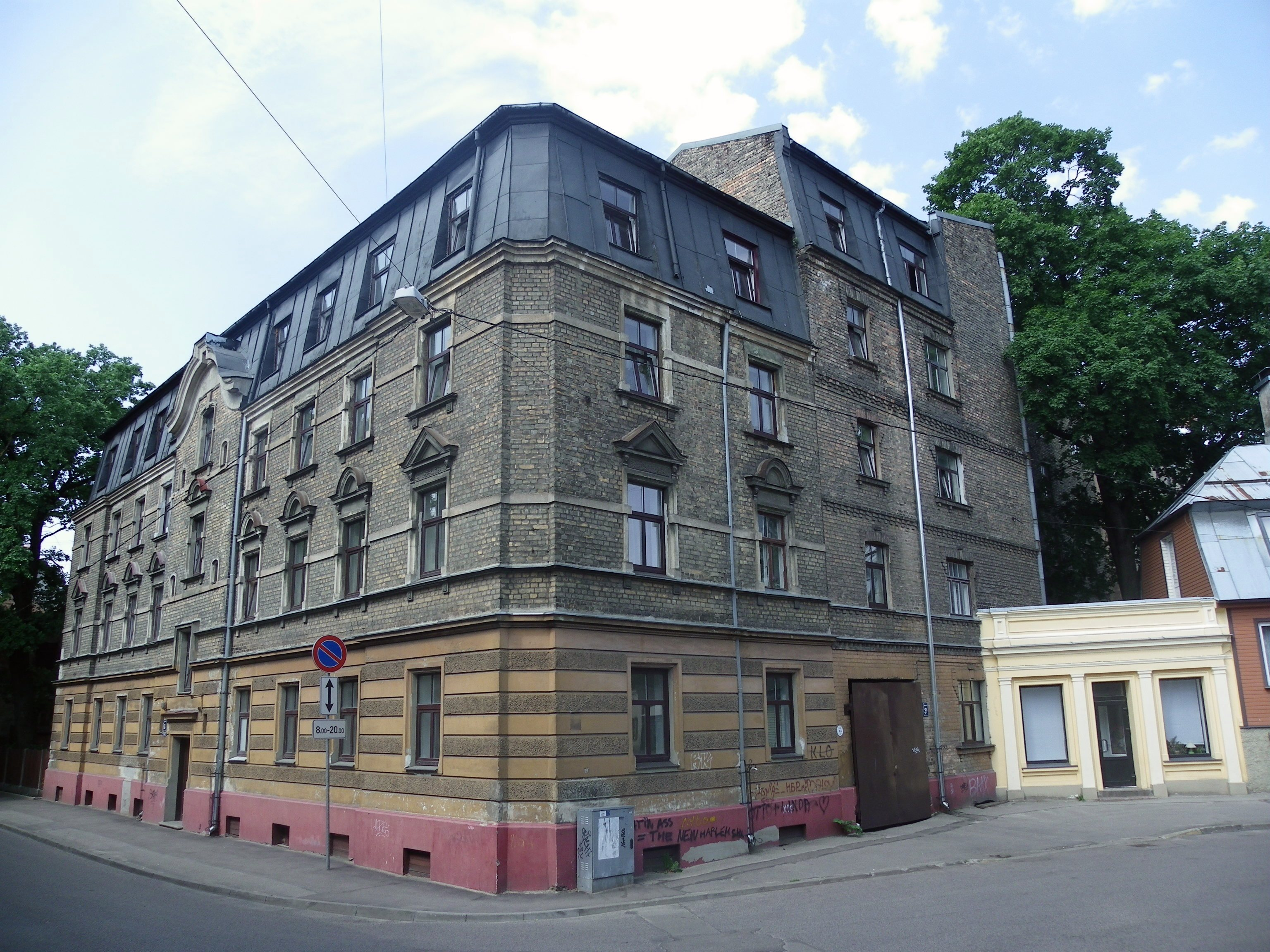
Дома № 3 и 3А
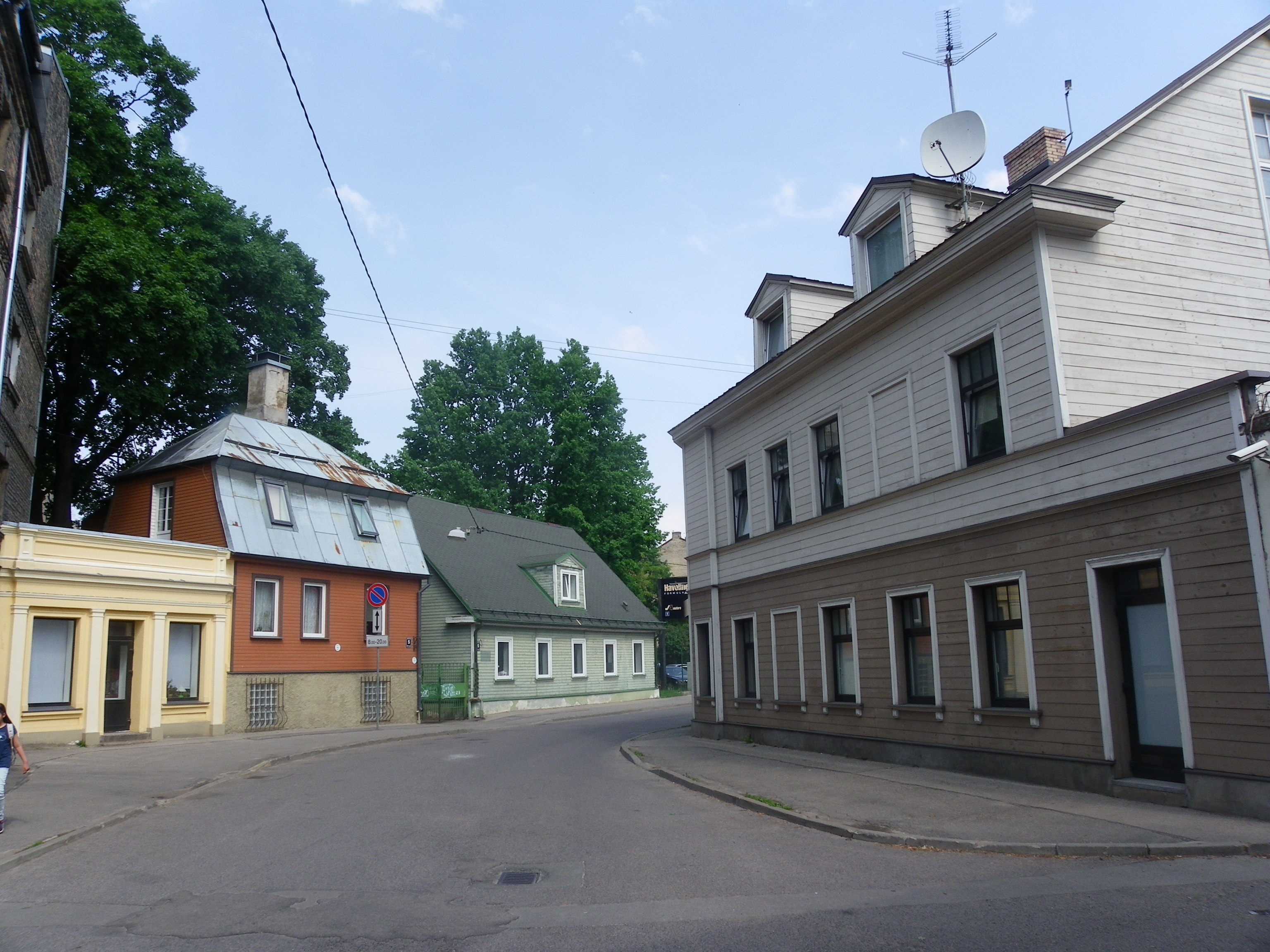
Дома № 5 (слева) и 4А (справа)
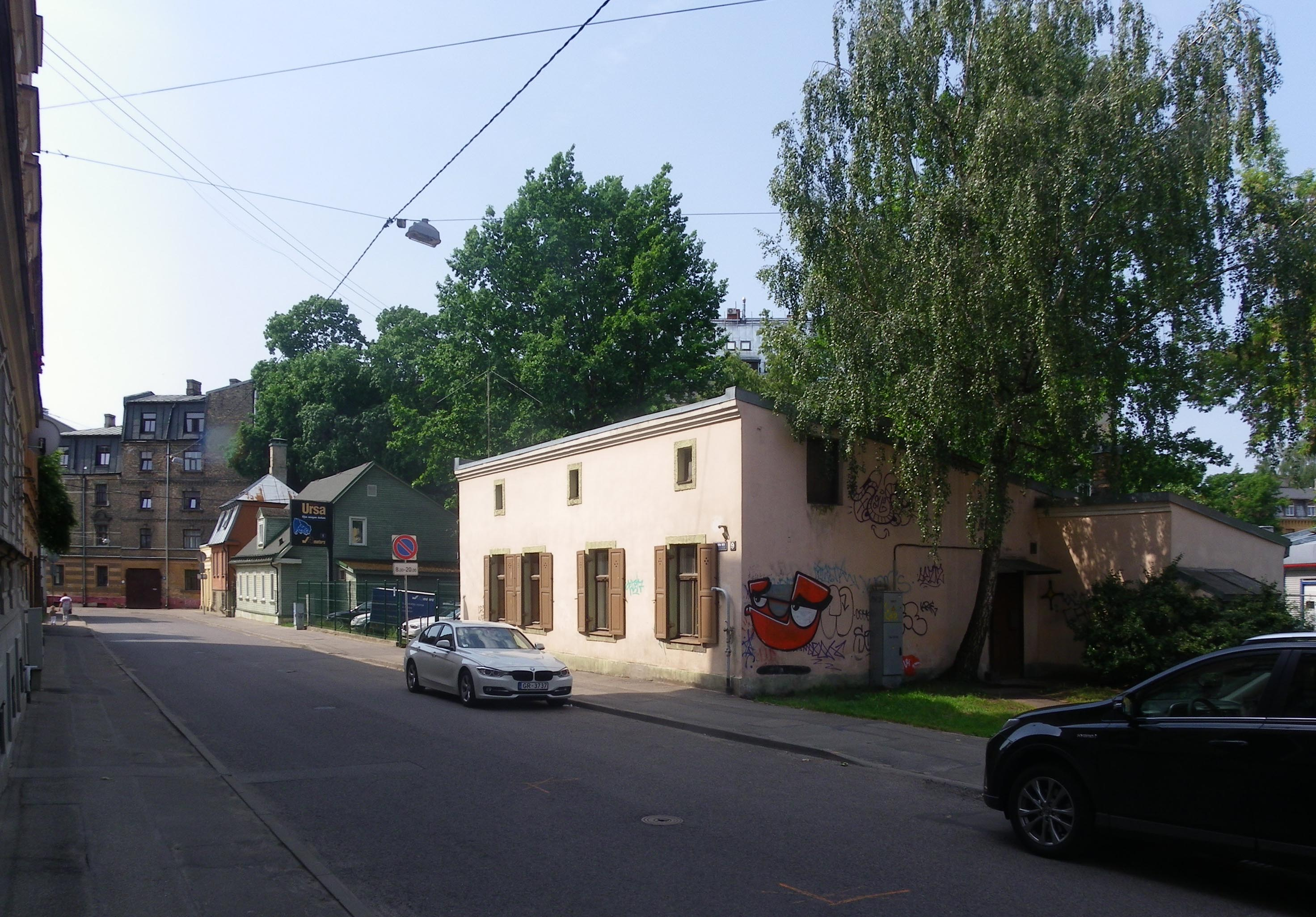
Дом № 9
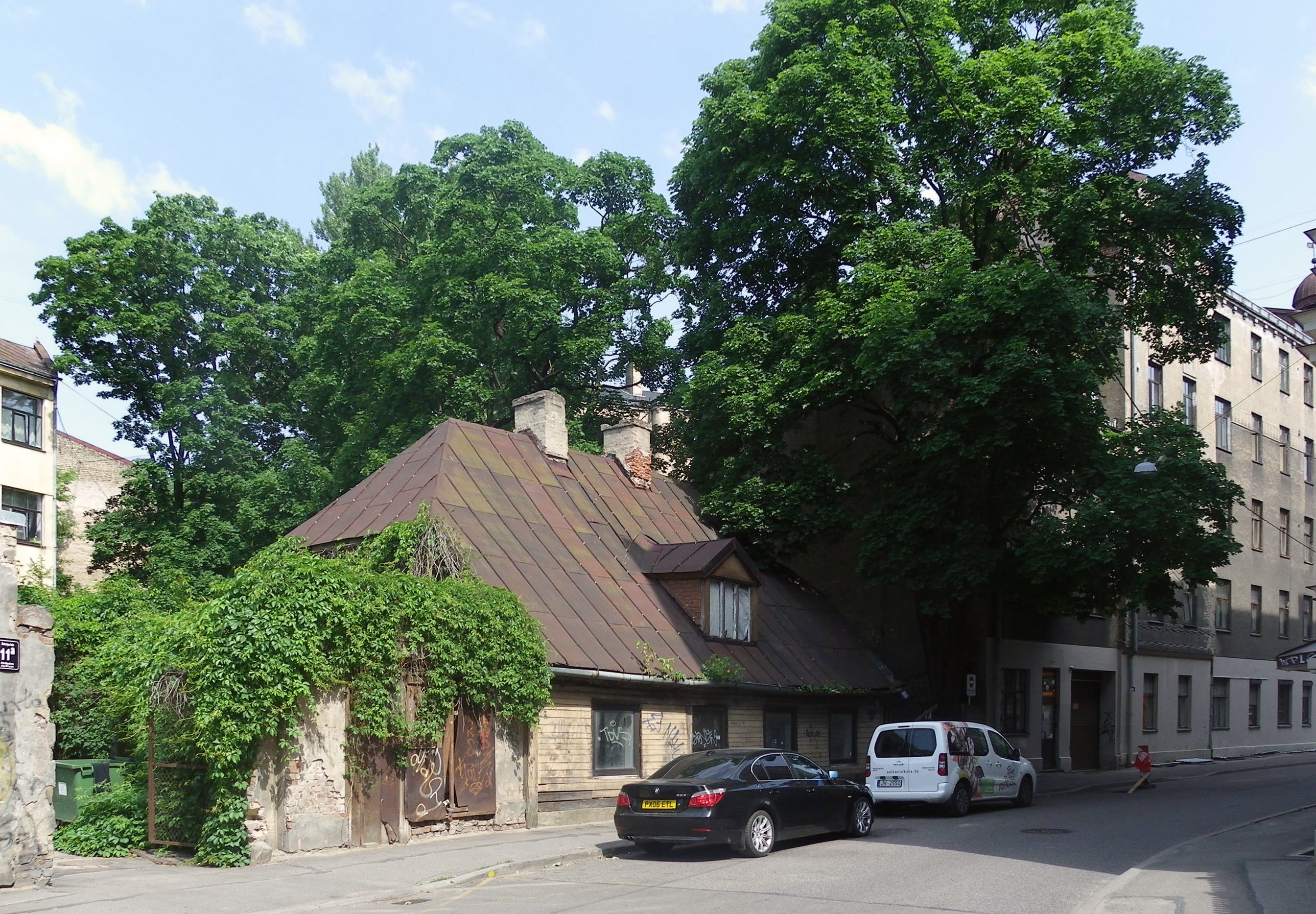
Дом № 13